# 三色小剑水蚤
三色小剑水蚤（学名：Microcyclops tricolor）为剑水蚤科小剑水蚤属的动物。分布于印度、台湾岛以及中国大陆的广东等地，多栖息于江河的沿岸沙质底的清澈的水中。